# فایر فایتر (قایق موتوری)
فایر فایتر (قایق موتوری) (به انگلیسی: Fire Fighter (fireboat)) یک کشتی بود که طول آن ۱۳۴ فوت (۴۱ متر) و ارتفاع آن ۲۵ فوت (۷٫۶ متر) بود. این کشتی در سال ۱۹۳۸ ساخته شد.